# Выход из Европейского союза
Выход из Европейского союза — юридический и политический процесс, в ходе которого государство — член ЕС перестает быть членом Союза. Право государств — членов Европейского союза (ЕС) на выход из него установлено в соответствии с Договором о Европейском союзе (статья 50): «Любое государство-член может принять решение о выходе из Союза в соответствии со своими конституционными требованиями».
До 2020 года ни одно государство никогда не выходило из ЕС, выходили только некоторые полуавтономные области — Гренландия и ряд заморских владений Франции; из них только Гренландия явно проголосовала за выход, отсоединяясь от предшественника ЕС, Европейского экономического сообщества (ЕЭС), в 1985 году.
Французский Алжир покинул европейские интеграционные организации, такие, как ЕОУС, по факту получения независимости после референдума 1962 года, проведённого в соответствии с Эвианскими соглашениями.
До 2016 года ни одна страна — член ЕС никогда не проводила национального референдума о выходе из Европейского союза, хотя в 1975 году в Великобритании состоялся всенародный референдум о выходе из его предшественника, ЕЭС, и тогда 67,2 % избирателей проголосовали за то, чтобы остаться в Сообществе.
Повторно Великобритания провела референдум 23 июня 2016 года, чтобы решить, оставаться ли ей членом Европейского союза или покинуть его; результаты голосования показали, что 51,9 % высказались за выход из ЕС при явке 72,2 %.
31 января 2020 Великобритания стала первым государством, официально вышедшим из состава ЕС.

## История событий
| Год       | Страна или территория | Что происходило |
| --------- | --------------------- | --- |
| 1962      | Французский Алжир     | Получив независимость по итогам референдума, покинул европейские интеграционные структуры |
| 1973      | Гренландия            | Входит в состав ЕЭС вместе с Данией |
| 1975      | Великобритания        | Всенародный референдум о продолжении членства в ЕЭС, 67,2 % избирателей проголосовали «за», выход не состоялся |
| 1984      | Гренландия            | 31 декабря 1984 прекращает участие в ЕС на основании результатов проведённого референдума |
| 1985      | Сен-Пьер и Микелон    | Выход из под юрисдикции ЕС |
| 2003      | Гваделупа             | В процессе референдума об автономии большинство населения заморского департамента Франции Гваделупа голосует против её расширения, а большинство населения входивших в её состав Сен-Бартелеми и Сен-Мартена — за |
| 2007      | Сен-Бартелеми         | Становится заморским сообществом Франции, продолжая оставаться в составе ЕС |
| 2007      | Сен-Мартен            | Становится заморским сообществом Франции, продолжая оставаться в составе ЕС |
| 2010-2012 | Сен-Бартелеми         | Выход из под юрисдикции ЕС |
| 2016      | Великобритания        | Референдум 23 июня 2016 года — 51,9 % избирателей высказались за выход из состава ЕС |
| 2020      | Великобритания        | Выход Великобритании из Европейского союза |

## Процедура
Лиссабонский договор представил пункт выхода из ЕС для его членов. В соответствии со статьей 50 договора, государство-член должно уведомить Европейский совет о своем намерении выйти из союза. Договоры Европейского союза перестанут действовать по отношению к данному государству с момента заключения договора или, если это невозможно, в течение двух лет с момента получения уведомления, если только Совет по согласованию с государством единогласно не принимает решение о продлении этого срока.
Раннее государства, которые должны были вступить в ЕС в 2004 году, настаивали на том, чтобы получить право выхода из союза в случае, если членство в ЕС отрицательно скажется на них или политика ЕС будет существенно изменена. В ходе переговоров евроскептики в таких государствах, как Великобритания и Дания, также настаивали на внесение в договорную базу ЕС соответствующих положений.
Юридическая формула, которая позволяет государству-члену выйти из состава ЕС, первоначально была разработана бывшим британским дипломатом Джоном Керром, генеральным секретарем Европейского конвента, который разрабатывал проект Конституционного договора для Европейского союза. После провала процесса ратификации Европейской конституции эти положения были включены в Лиссабонский договор, который вступил в силу в 2009 году в качестве его статьи 50.
До этого ни одно положение в договорах или законодательстве ЕС не предусматривало возможности государства добровольно выйти из ЕС. Отсутствие такого положения делало выход технически трудным, но не невозможным. С юридической точки зрения существовало две интерпретации того, может ли государство выйти. Первая состояла в том, что суверенные государства имеют право отказаться от своих международных обязательств. Вторая — в том, что договоры, которые заключаются на неограниченный срок и не предусматривают выхода из них и призывают к «еще более тесному союзу», отражают такое стремление к объединению, которое несовместимо с односторонним выходом. Венская конвенция о праве международных договоров гласит, что если сторона желает в одностороннем порядке выйти из договора, в котором ничего не говорится об отделении, выход допускается только в двух случаях: когда все стороны признают неофициальное право на это и когда ситуация изменилась, настолько радикально, что радикально изменились и обязательства подписавшего.
Статья 50 Договора о Европейском союзе, принятого Лиссабонским договором 1 декабря 2009 года, впервые ввела процедуру добровольного выхода государства-члена из ЕС. . В ней говорится говорится, что:
1. Любое государство — член ЕС может принять решение о выходе из Союза в соответствии со своим собственным конституционными требованиями.
2. Государство-член, решившее выйти, должно уведомить Европейский совет о своем намерении. В свете руководящих принципов, предоставленных Европейским советом, Евросоюз должен провести Епереговоры и заключить соглашение с этим государством, определяющее порядок его выхода, принимая во внимание рамки его будущих отношений с Союзом. Это соглашение должно быть заключено в соответствии со статьей 218(3)[11] Договора о функционировании Европейского союза. Оно должно быть заключено от имени Евросоюза Советом Европейского союза, действующим квалифицированным большинством, после получения согласия Европейского парламента.
3. Договоры перестают применяться к соответствующему государству с даты вступления в силу соглашения о выходе или, в противном случае, через два года после уведомления, упомянутого в параграфе 2, за исключением случаев, когда Европейский совет по согласованию с соответствующим государством — членом ЕС единогласно принимает решение продлить этот срок.
4. Для целей параграфов 2 и 3 член Европейского совета или Совета, представляющий выходящее государство-член, не должен участвовать в обсуждениях Европейского совета или Совета или в решениях, касающихся его. Квалифицированное большинство определяется в соответствии со статьей 238(3)(b) Договора о функционировании Европейского союза.
5. Если государство, вышедшее из Союза, просит о повторном вступлении, его запрос подлежит процедуре, указанной в статье 49.

Это положение не распространяется на некоторые заморские территории, которые согласно статье 355 договора о функционировании ЕС не требуют полной процедуры изменения статуса. Вместо этого Европейский совет может по инициативе соответствующего государства-члена изменить статус заморской страны или территории на статус внешнего региона или наоборот.

### Процесс инициации выхода
Как только государство-член уведомило Европейский Совет о своем намерении выйти, начинается период, в течение которого обсуждается соглашение о выходе, определяющее порядок выхода и очерчивающее будущие отношения страны с Союзом. Начало процесса зависит от государства-члена, которое намерено выйти. Статья 50 допускает выход из ЕС путем переговоров из-за сложностей выхода из ЕС. Однако статья 50 явным образом подразумевает одностороннее право на выход. Оно имеет место благодаря тому положению договора, что государство может принять решение о выходе «в соответствии со своими конституционными требованиями» и что окончание применения договоров ЕС в государстве-члене, которое намеревается выйти, не зависит от достижения какого-либо соглашения (Сам выход может произойти несмотря на статус переговоров с ЕС, через два года).